# Airbourne
Airbourne – australijski zespół hardrockowy założony w 2003 w Warrnambool.

## Historia

### Formowanie (2003)
Grupa została założona w roku 2003 przez dwójkę braci – Joela i Ryana O’Keeffe. Ten pierwszy gra na gitarze od 11 roku życia, a Ryan dostał pierwszą perkusję będąc w tym samym wieku, kiedy Joel miał już 15 lat. Podczas pracy w Hotel Warrnambool Joel poznał przyszłego członka zespołu, gitarzystę – Davida Roadsa. Wkrótce potem został on zaproszony do wspólnej gry. Skład zespołu dopełnił basista, Justin Street, który dołączył do grupy w 2003 roku.

### Ready to Rock (2003-2006)
Zespół w roku 2004 wydał swój pierwszy minialbum – Ready to Rock, a z początkiem roku 2005 przeniósł się do Melbourne. Tego samego roku grupa podpisała kontrakt z wytwórnią Capitol Records oraz grała jako support dla takich zespołów jak Mötley Crüe, Motörhead czy The Rolling Stones. Zespół uczestniczył także w kilku festiwalach muzycznych.

### Runnin’ Wild (2006-2008)
W roku 2006 grupa przeniosła się po raz kolejny – tym razem do Stanów Zjednoczonych. Tam rozpoczęli, razem z producentem Bobem Marlettem, pracę nad swoim pierwszym międzynarodowym albumem – Runnin’ Wild. Ukończona płyta została po raz pierwszy wydana rok później, 23 czerwca, w rodzinnej Australii. 19 lutego 2007 roku wytwórnia Capitol Records zerwała wcześniej podpisaną umowę, lecz album był nadal rozprowadzany na terenie Australii poprzez EMI. Dystrybucją na resztę świata zajęła się (i zajmuje nadal) wytwórnia Roadrunner Records.
We wrześniu 2008 magazyn MetalSucks przeprowadził wywiad z frontmanem grupy – Joelem O’Keefe. Na pytanie o częste porównanie gry zespołu do AC/DC, wokalista odpowiedział:

Człowieku, w dzisiejszych czasach kiedy pojawiasz się na scenie, jesteś z Australii i brzmisz jak my, to nie sposób uniknąć takich porównań. Nie jest ważne kim jesteś, zawsze zostaniesz porównany do kogoś innego. Jednak być przyrównanym do najlepszej kapeli rock and rollowej, która na dniach wydaje kolejny album, to komplement najlepszy z możliwych....

### No Guts. No Glory. (2010)
David Roads potwierdził w przeprowadzonym z nim wywiadzie, że grupa od stycznia 2009 roku pracuje nad nowym materiałem. W styczniowym wydaniu magazynu Kerrang! Joel O' Keeffe wyjawił, że zespół pisze nowe piosenki w Criterion Hotel w mieście Warrnambool, gdzie dawali swoje pierwsze koncerty.
Jedna z piosenek, która prawdopodobnie znajdzie się na nowym albumie, nosi tytuł „Heads Are Gonna Roll” i została wykorzystana w trailerze gry Madden 2010.
20 kwietnia 2010 roku ukazał się drugi album studyjny zespołu zatytułowany No Guts. No Glory.. Zespół przygotował również niespodziankę dla fanów – wersję limitowaną najnowszego albumu zawierającą pięć bonusowych utworów oraz otwieracz do butelek.

## Obecność w innych mediach
Niewątpliwym sukcesem Airbourne jest wykorzystanie ich utworów w wielu mediach, np. filmach i grach. Wśród wielu można wymienić chociażby:
- Burnout: Paradise – „Too Much, Too Young, Too Fast”
- Guitar Hero World Tour – „Too Much, Too Young, Too Fast”
- Madden NFL 08 – „Runnin’ Wild”
- Madden NFL 09 – „Stand Up for Rock 'N Roll”
- NASCAR 08 – „Stand Up For Rock 'N Roll”
- NASCAR 09 – „Runnin’ Wild” i „Too Much, Too Young, Too Fast”
- Need for Speed: ProStreet – „Blackjack”
- Need for Speed: Undercover – „Girls in Black”
- NFL Tour – „Blackjack”
- NHL 08 – „Stand Up for Rock 'N Roll”
- NHL 09 – „Runnin’ Wild”
- NHL 11 – „Bottom of the well”
- Rock Band/Rock Band 2 – „Runnin’ Wild” (do pobrania dodatkowo)
- Skate – „Let's Ride”
- Tony Hawk’s Proving Ground – „Girls in Black”
- Medal of Honor: Airborne – „Stand Up For Rock 'N Roll”
- WWE Smackdown vs Raw 2009 – „Turn Up The Trouble"

## Dyskografia

### Albumy studyjne
| Runnin’ Wild                            | - Data: 25 czerwca 2007 - Wydawca: Capitol Records        | 106 | 25 | 62 | 27 | 21 | 39 | –  | 59 |
| No Guts. No Glory.                      | - Data: 20 kwietnia 2010 - Wydawca: Roadrunner Records    | 90  | –  | 31 | 4  | 19 | 9  | 81 | 13 |
| Black Dog Barking                       | - Data: 20 maja 2013 - Wydawca: Roadrunner Records        | 89  | 21 | 22 | 5  | 17 | 19 | 90 | 11 |
| Breakin' Outta Hell                     | - Data: 23 września 2016 - Wydawca: Spinefarm Records     | –   | –  | 9  | 3  | 13 | –  | 96 | –  |
| Boneshaker                              | - Data: 25 października 2019 - Wydawca: Spinefarm Records | –   | –  | –  | –  | –  | –  | –  | –  |
| „–” oznacza, że album nie był notowany. |                                                           |     |    |    |    |    |    |    |    |

### Albumy koncertowe
| Tytuł                | Dane dot. albumu                                       |
| -------------------- | ------------------------------------------------------ |
| Live at the Playroom | - Data: 4 września 2007 - Wydawca: EMI Music Australia |

### Minialbumy
| Tytuł         | Dane dot. albumu                            |
| ------------- | ------------------------------------------- |
| Ready to Rock | - Data: 2004 - Wydawca: Field Man Australia |

## Nagrody i wyróżnienia
| Rok  | Kategoria           | Tytułem      | Nagroda                         | Nota      | Źródło |
| ---- | ------------------- | ------------ | ------------------------------- | --------- | ------ |
| 2008 | Incoming! Best Band | Runnin’ Wild | Metal Hammer Golden Gods Awards | Laur      | [ 16 ] |
| 2009 | Breakthrough Artist | Airbourne    | Metal Hammer Golden Gods Awards | Laur      | [ 17 ] |
| 2010 | Best Live Band      | Airbourne    | Metal Hammer Golden Gods Awards | Nominacja | [ 18 ] |